# Pietro Testa
Pour les articles homonymes, voir Testa.
Pietro Testa  dit le Lucchesino né à Lucques (Toscane) en 1617, mort à Rome en 1650) est un peintre et graveur italien actif au XVIIe siècle.

## Biographie

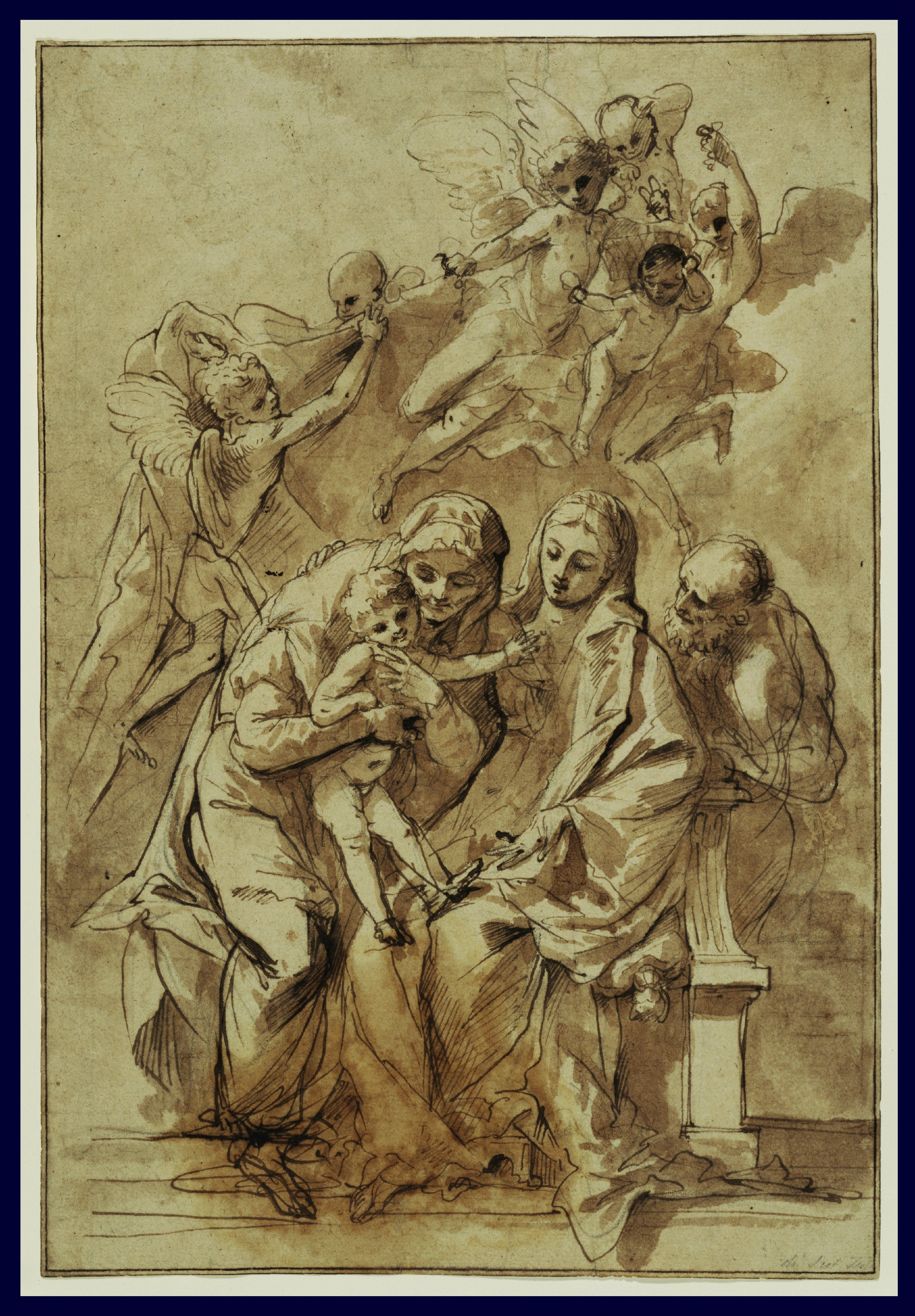
La Sainte Famille avec sainte Anne

Pietro Testa s'installe à Rome tôt dans la vie. Il fréquente un court moment l'atelier de Pietro da Cortona duquel il aurait été exclu peu de temps après son admission en 1631. Il poursuit sa formation auprès de Pietro Paolini, le Domenichino ainsi qu'Annibale Carracci, pour lequel il travaille sous le patronage de Cassiano dal Pozzo. Il était ami avec Nicolas Poussin et Francesco Mola.
Certaines de ses eaux-fortes, rappellent la pointe sèche de Jacques Callot et la manière du Génois Giovanni Benedetto Castiglione. Son Sacrifice d'Iphigénie semble avoir influencé Tiepolo pour le décor de la Villa Valmarana. Ses premières impressions, à partir de 1630, sont souvent religieuses et influencées par Federico Barocci. Il tente ensuite une version personnelle du néo-classicisme, sous l'influence du Carrache puis, plus tard, passe au classicisme. Les dessins les plus ambitieux reflètent ses tourments. Ses impressions sont couronnées de succès et souvent copiées.
Entre 1638 et 1644, il termine ses travaux les plus importants, un ensemble de gravures complexes et très détaillées sur le thème des saisons, qui témoignent de son intérêt pour la philosophie platonicienne. Ses contemporains considèrent ces travaux comme les « plus raffinés et importants ».
Pietro Testa a été influencé par Leonardo da Vinci dans l'observation directe des phénomènes naturels. Cela a beaucoup freiné ses travaux et a sans doute provoqué sa mort dont les circonstances restent mystérieuses (assassinat, suicide, accident ?). Testa a été décrit comme une personne ayant un tempérament mélancolique et un caractère impulsif lui attirant de nombreux ennemis ; pourtant, dans sa biographie, Filippo Baldinucci, auteur du XVIIe siècle, ne laisse aucun doute et indique que le décès est accidentel.
Commentant les habitudes de Testa de « reproduire des scènes de nuit et les changements dans l'atmosphère et dans le ciel », Baldinucci indique que celui-ci se tenait debout sur une berge du Tibre, « préparant et observant les réflexions de l'arc-en-ciel dans l'eau » quand il est tombé et s'est noyé.

## Œuvres

### Peintures
- Le massacre des innocents, Galerie Spada, Rome.
- La mort du B. Ange, à San-Martino-ai-Monti à Rome.
- La Mort de Didon et le Portrait de l'artiste, dans la galerie publique à Florence.
- Le Miracle de saint Théodore, (dans l'église San-Paolino), et La Liberté, fresque au Palais public, à Lucques.
- La Madone de Lorette, 1633, Fermo.
- Le Sacrifice d'Iphigénie (1640-1642), Metropolitan Museum of Art of art, New York.
- Le jardin de Venus (1631-1637), Metropolitan Museum of Art, New York.
- Le Sacrifice d'Isaac (1640-1642), Philadelphia Museum of Art.
- La mort de Cato (1648), Fine Arts Museums of San Francisco .
- Le martyre de saint Erasme, Fine Arts Museums of San Francisco.
- Saint Jérôme (1631 - 1637), Fine Arts Museums of San Francisco.
- Le Sacrifice d'Abraham (1640 - 1642), Fine Arts Museums of San Francisco.

### Eaux-fortes
- Dessin - Eau-forte originale du XVIIe siècle. Étude de Saint Michel terrassant le dragon, 22 × 30 cm.
- Dessin - Eau-forte originale du XVIIe siècle. L'adoration des bergers, 21 × 30 cm.

### Dessins
- Le couronnement du peintre sur le Parnasse, plume et encre brune, 17 × 24 cm, Paris, Beaux-Arts de Paris[5].

## Galerie Peintures

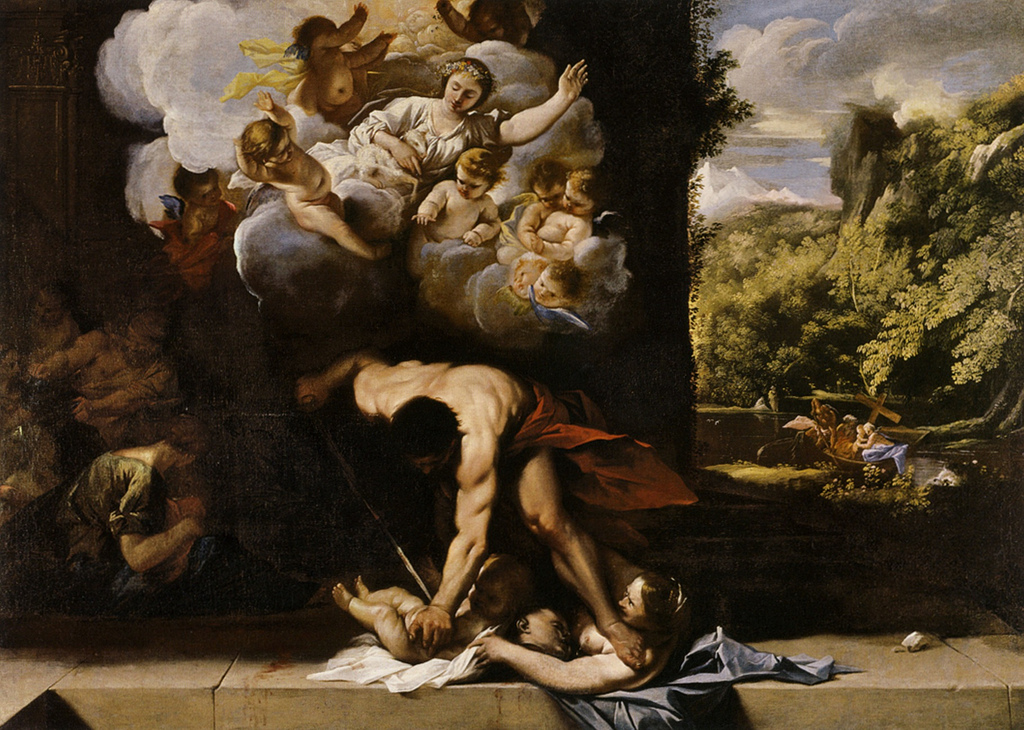
Allégorie du massacre des innocents
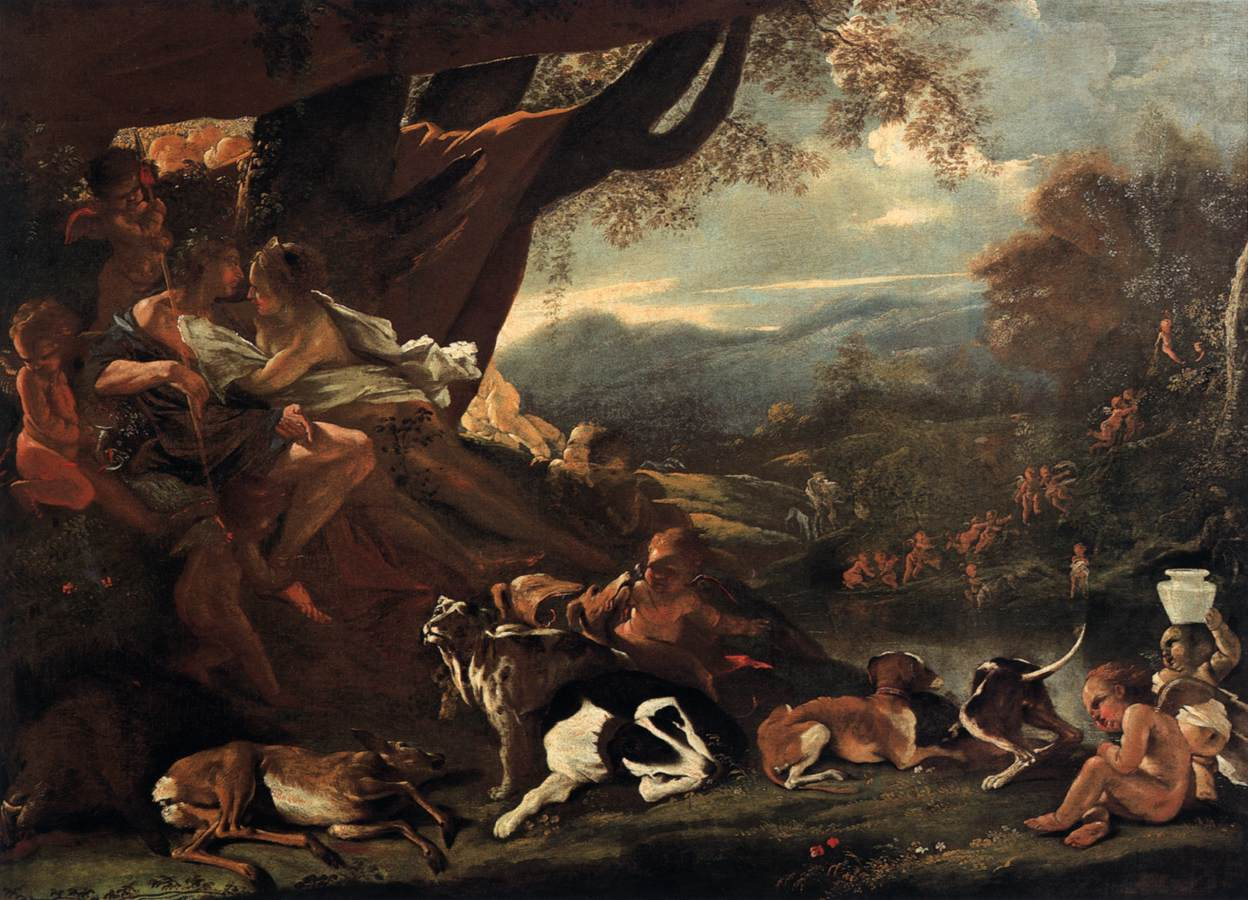
Vénus et Adonis
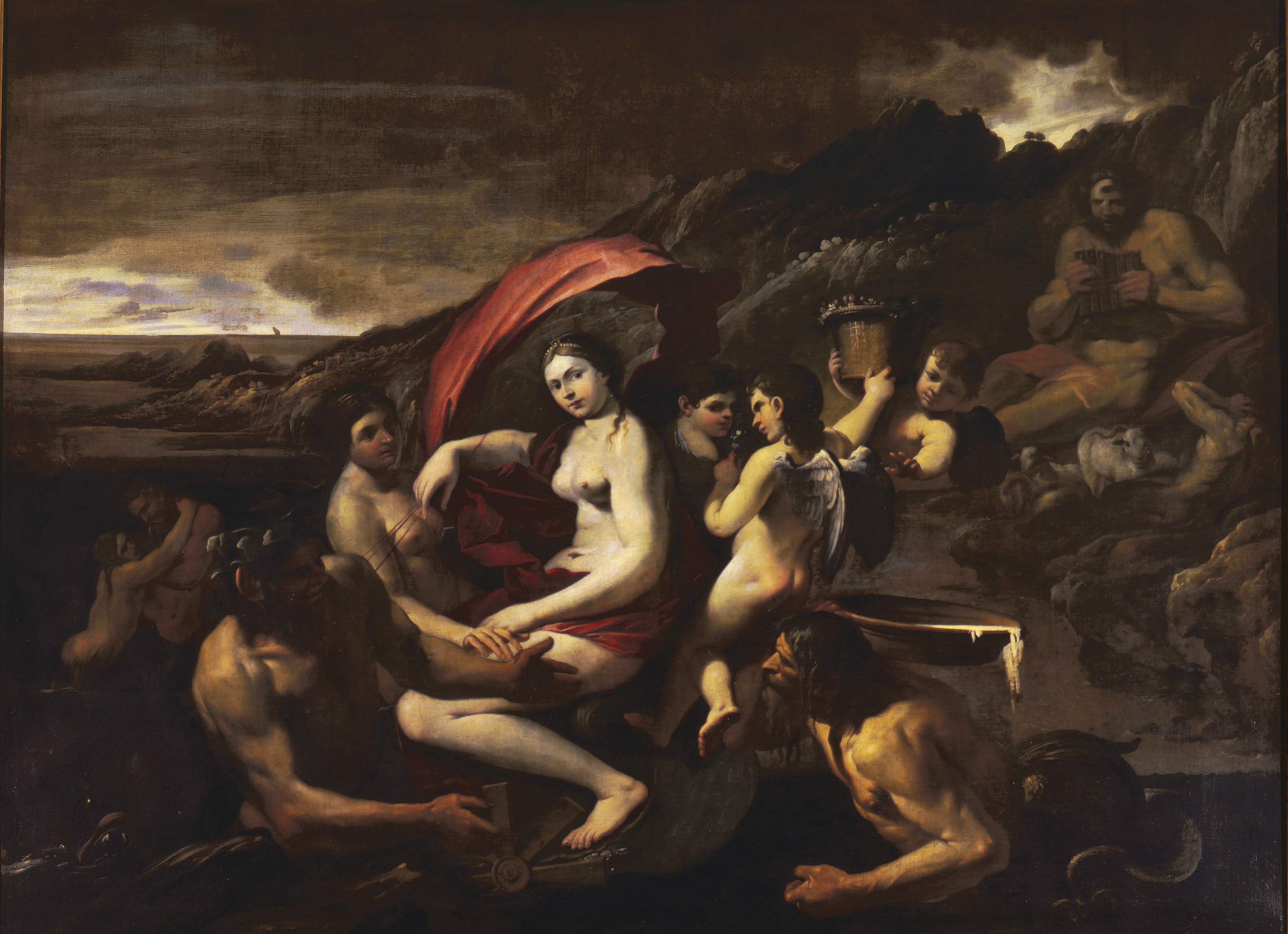
Triomphe de Galatée
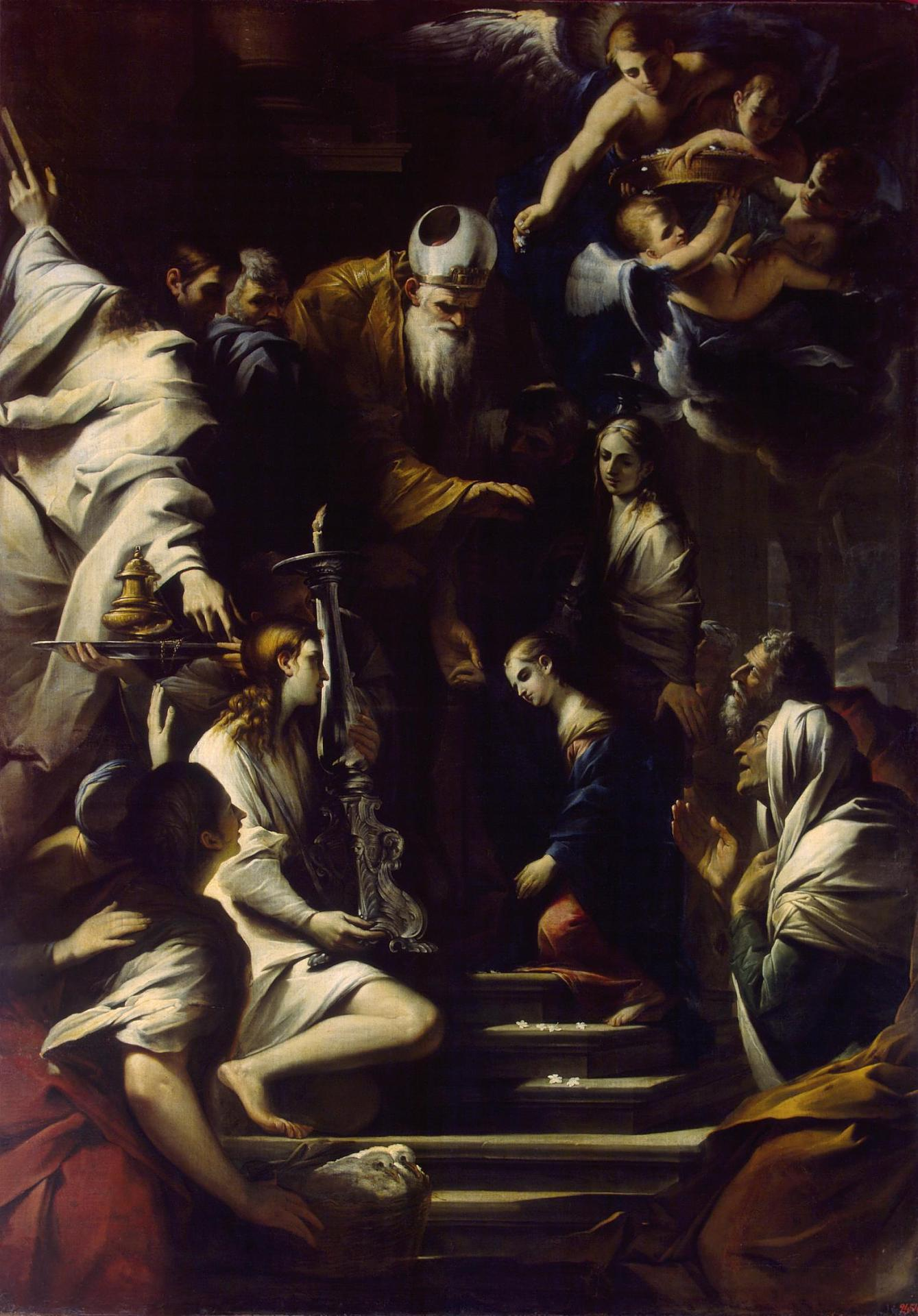
Présentation de la Vierge au Temple

## Galerie Gravures

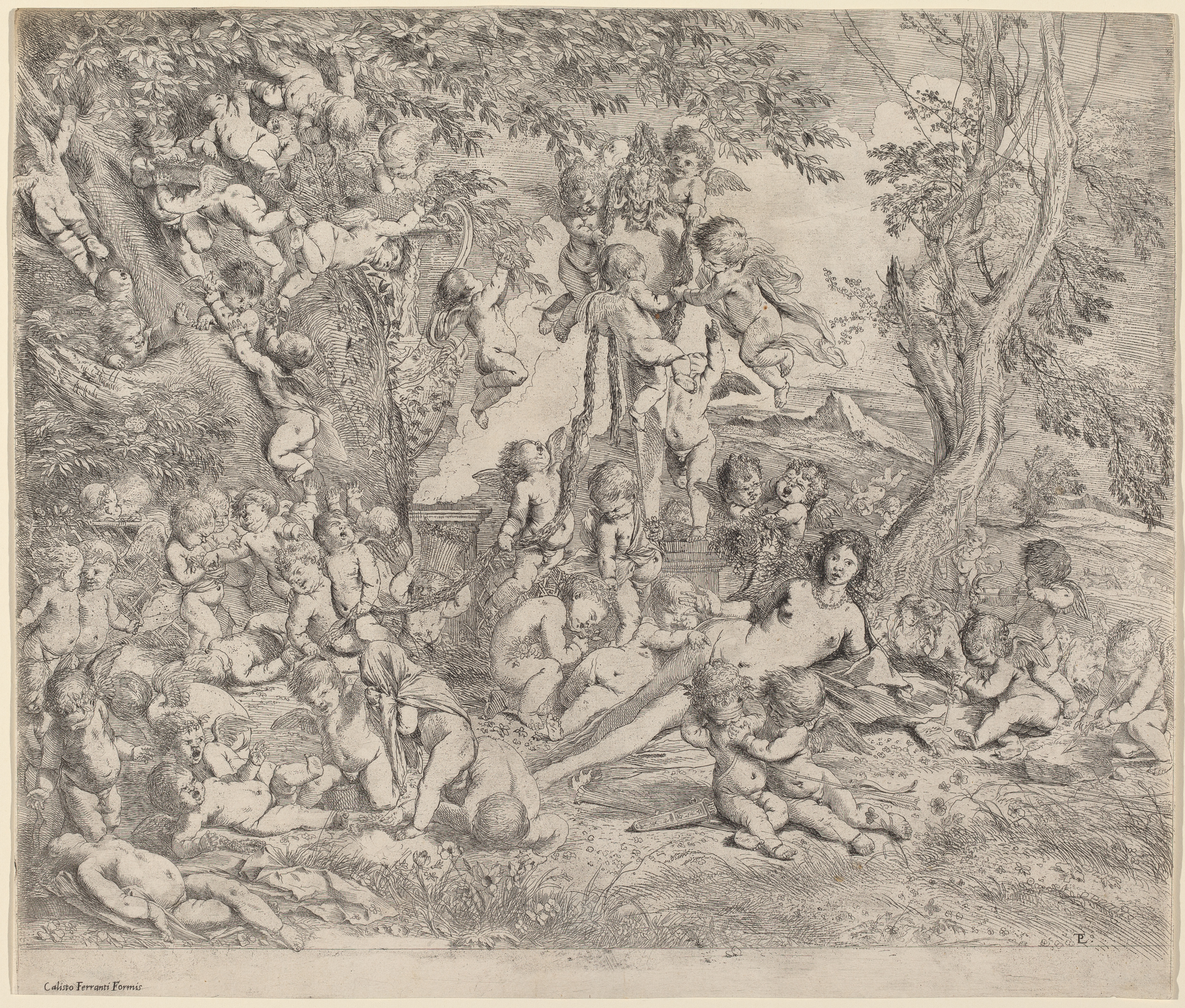
Vénus au jardin, 1633-34
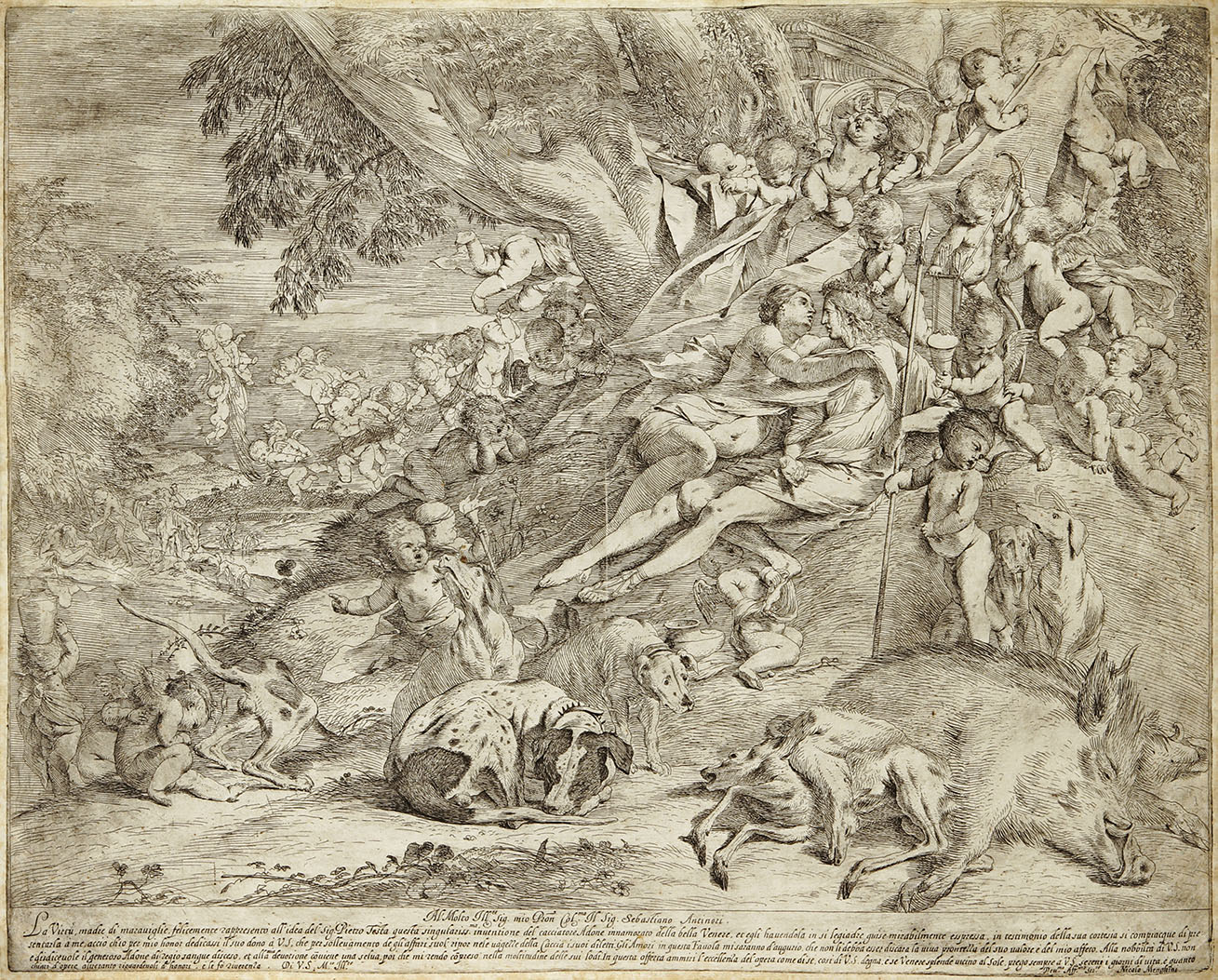
Vénus et Adonis
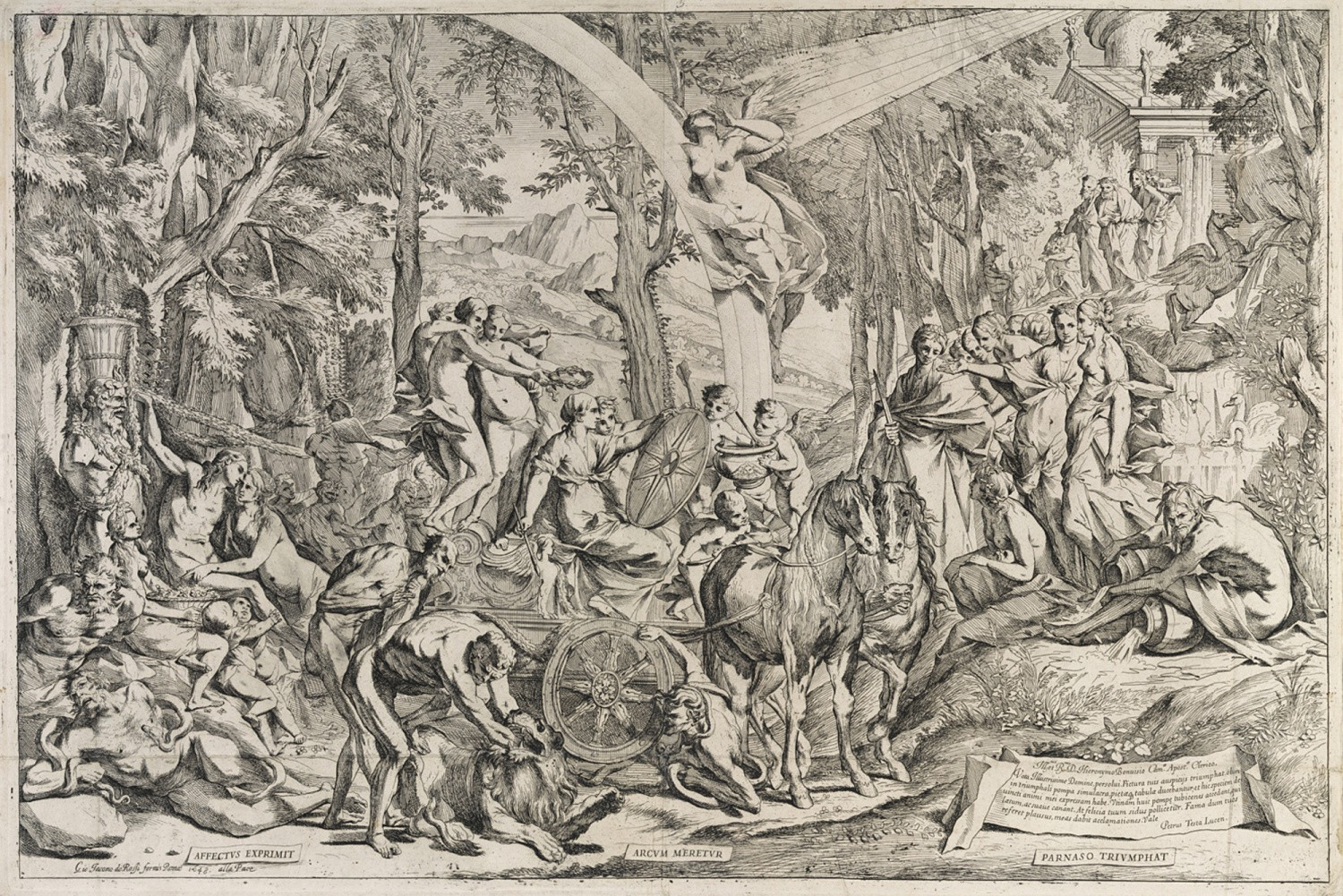
Triomphe de la Peinture
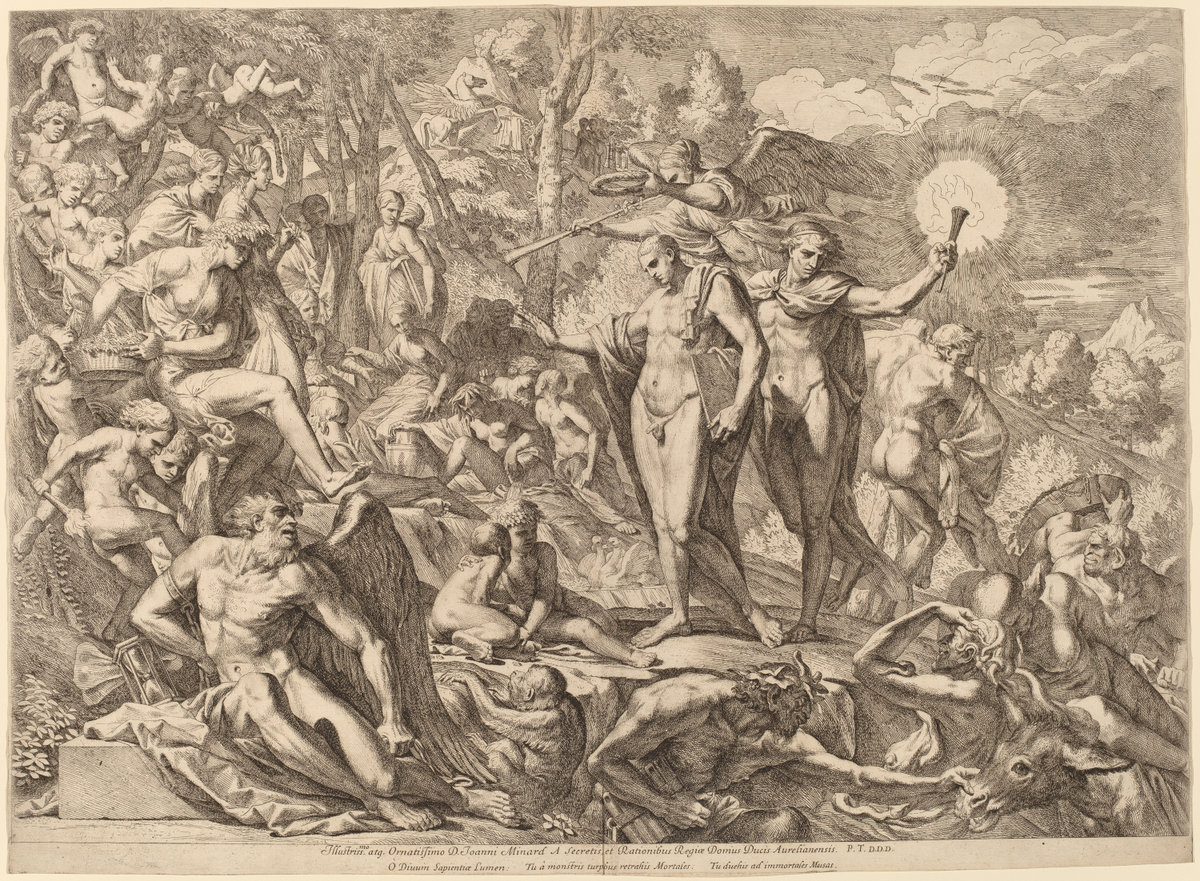
Triomphe de l’Artiste vertueux sur le Parnasse
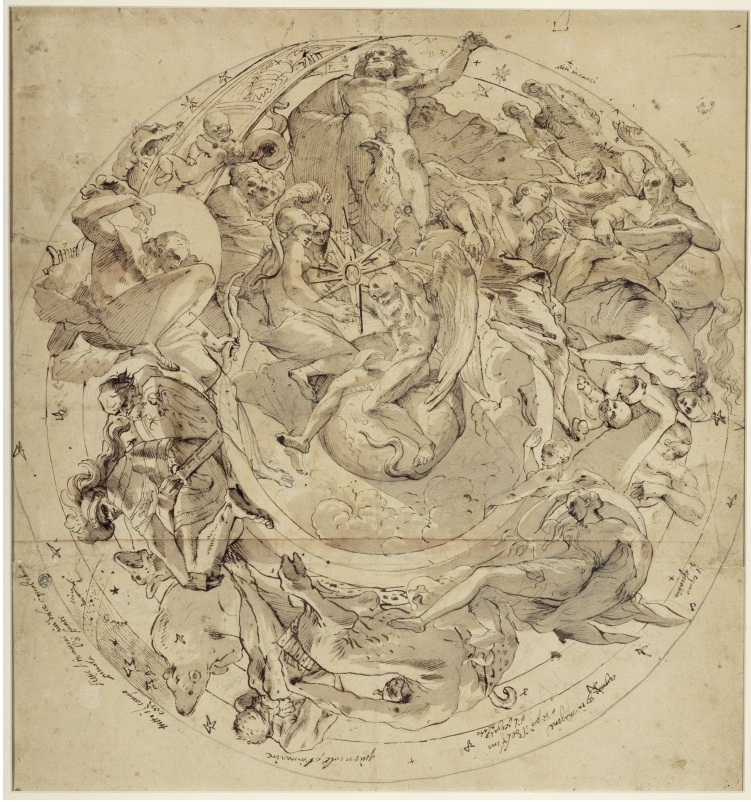
La terre dans la sphère céleste
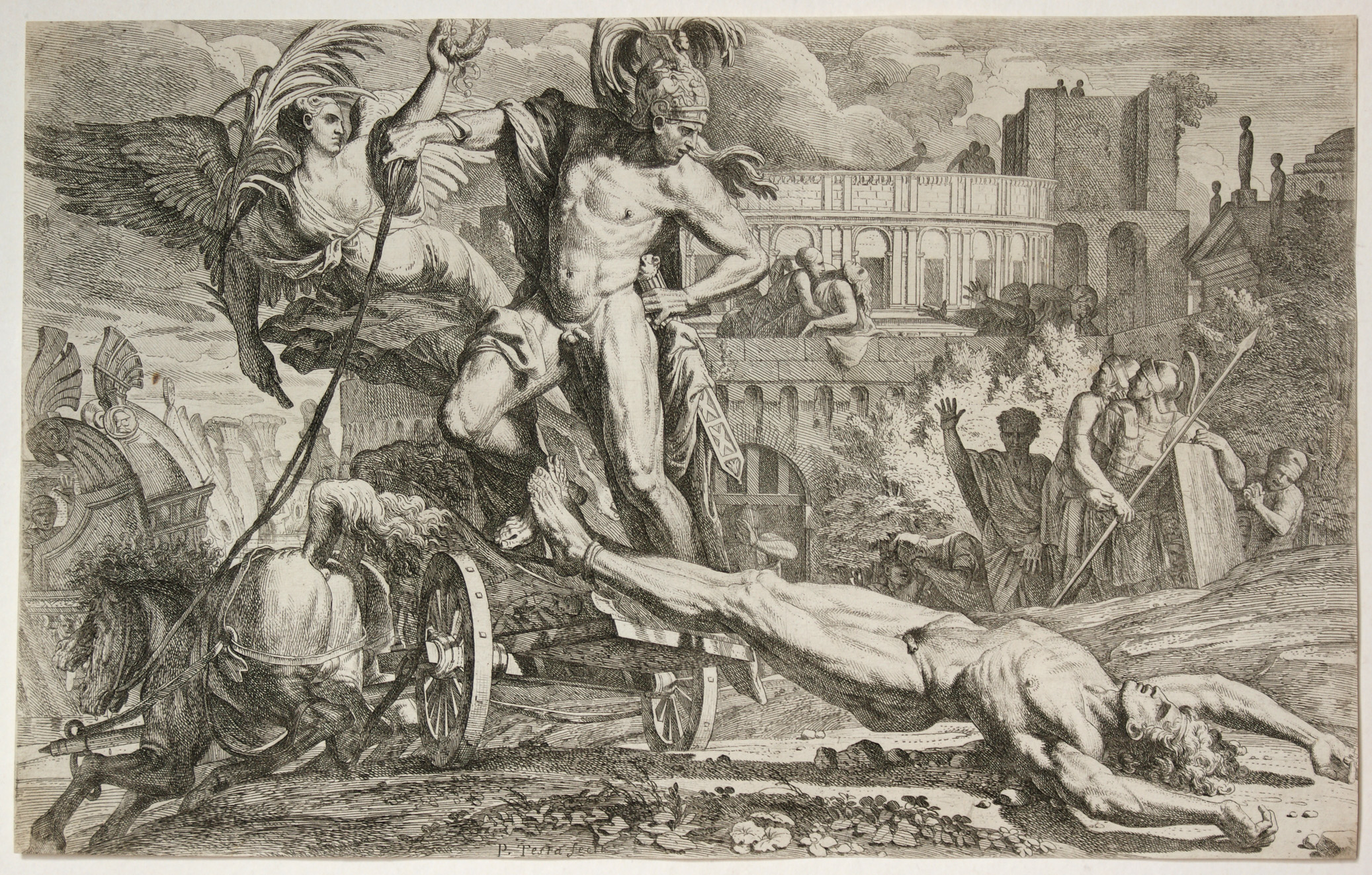
Achille trainant le corps de Hector
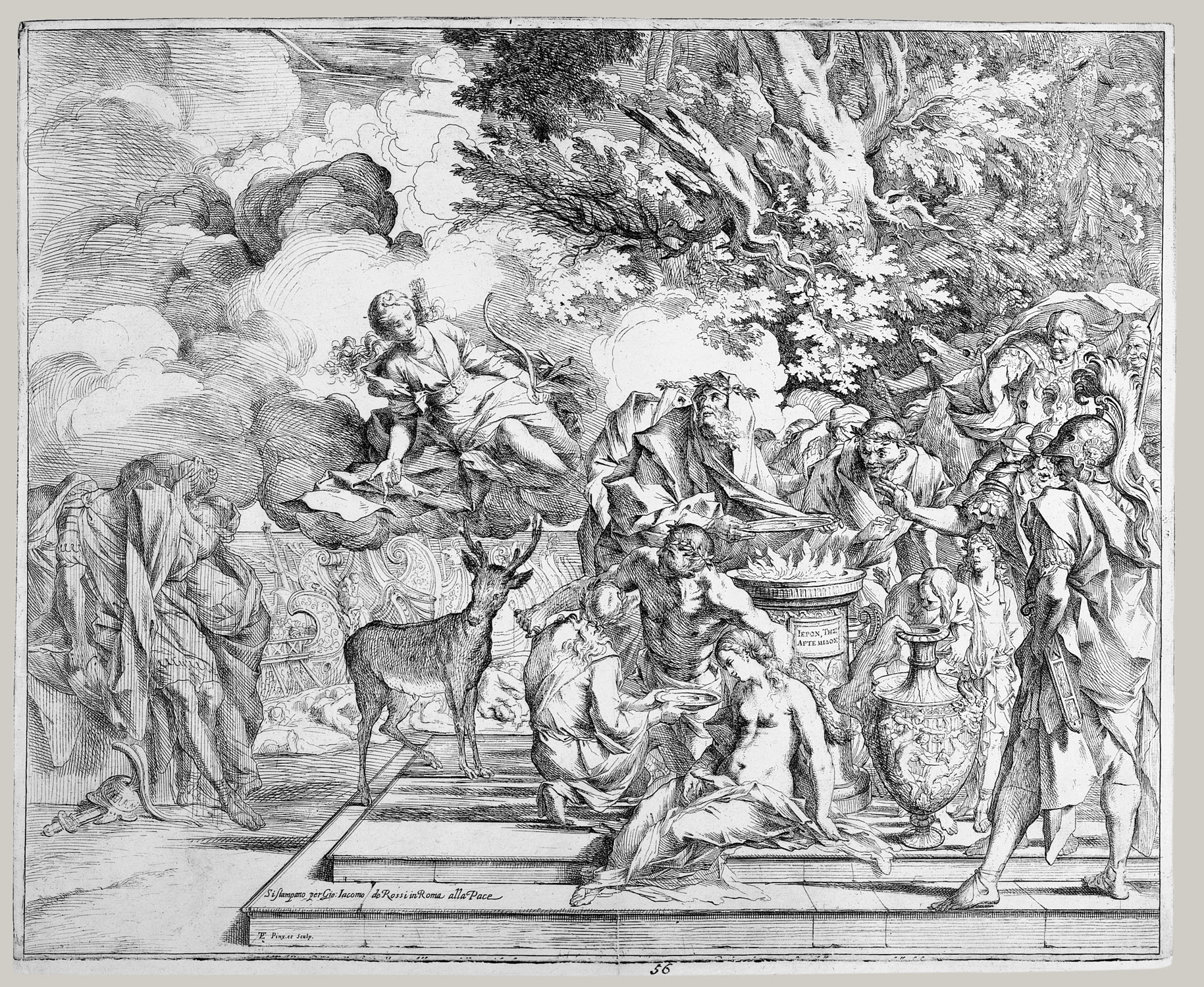
Sacrifice d'ìphigénie